# Traste

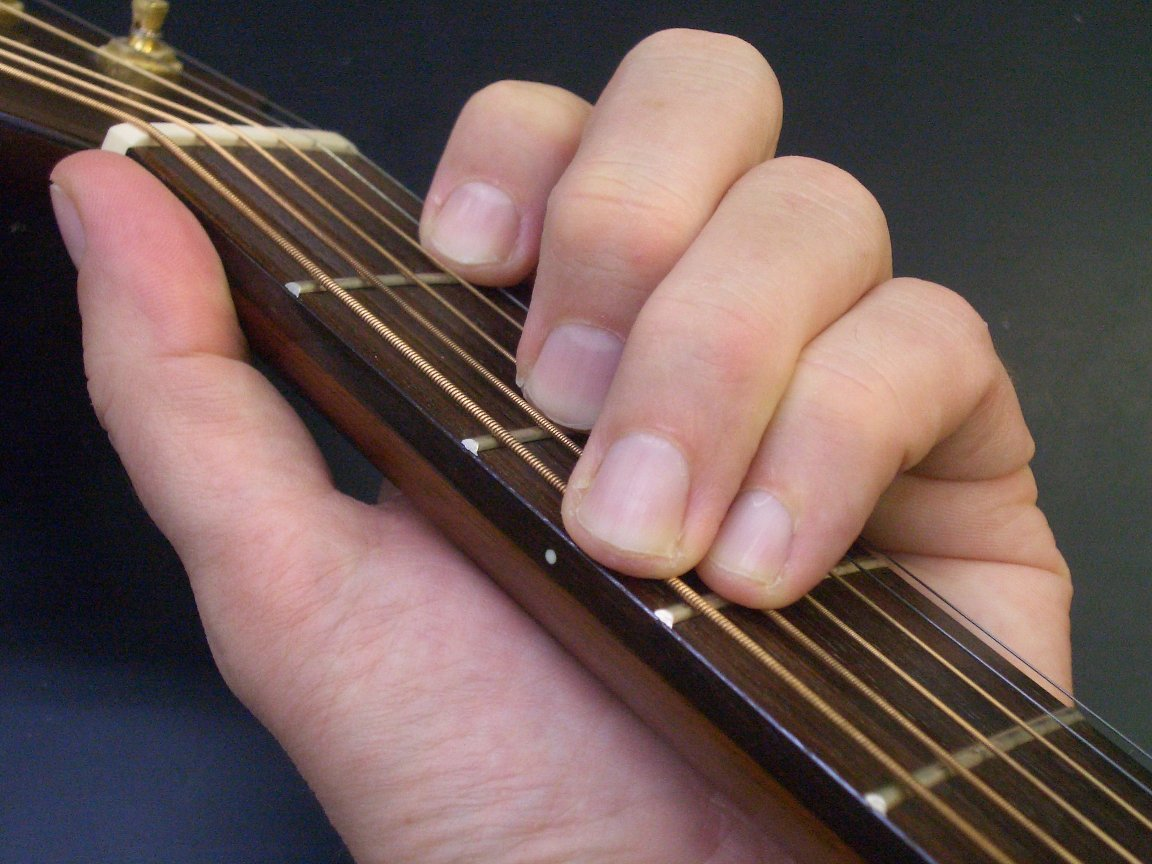
La pisada de Do mayor en guitarra requiere colocar los dedos en tres trastes diferentes.

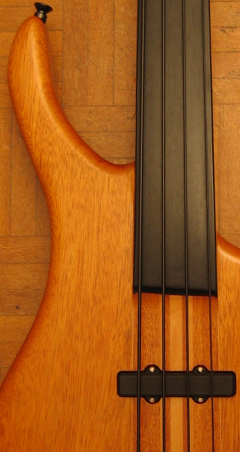
Detalle de un bajo sin trastes.

Un traste es la separación que existe en el diapasón del mástil de muchos instrumentos de cuerda, en la mayoría de los instrumentos modernos los trastes son finas tiras de metal (alpaca, níquel o acero) incrustadas en el diapasón. En algunos instrumentos antiguos no procedentes de Europa se usaban cuerdas atadas al mástil a modo de trastes.
Al pulsar sobre una cuerda en un traste, se produce una nota musical. La distancia acústica entre trastes es de un semitono. Lo más común es que los trastes dividan el diapasón en semitonos, como sucede con la guitarra.
Es de notarse que en variaciones de algunos instrumentos de cuerda, las divisiones metálicas son omitidas, como es el caso, por ejemplo, de un bajo eléctrico sin trastes, siendo a veces las líneas que marcan los espacios simplemente impresas. El que un instrumento lleve o no trastes, es un factor considerado para el tipo de sonido deseado, como por ejemplo para el jazz, ya que permite un deslizado más fácil y por tanto un sonido más fluido. 